# صبحي محمصاني
صبحي محمصاني (29 يناير 1909 - 10 سيبتمبر 1986)، عالم قانوني ومحام وقاض، وشخصية سياسية لبنانية. أسهم في وضع الأسس القانونية والمدنية في مرحلة نشأة الدولة اللبنانية. ولا تزال كتاباتُه في الفقه الإسلامي القانوني تعد مرجعًا موثوقًا لعلماء القانون والباحثين في هذا المجال.

## حياته
ولد صبحي رجب محمصاني في بيروت، لأبويه محمد رجب محمصاني وعائشة الخوجه، وقد ترعرع في كنف عائلة محافظة تثمن العلم والتحصيل الأكاديمي، إذ أتم إخوته الثلاث وأخواته الخمس تعليمهم العالي ونجح كل منهم في حياته المهنية. وقد تزوج في سنة 1940 عصمت عبد القادر انكدار، ورُزق منها أولادًا أربعة هم غالب (1941) ومالك (1944) وماهر (1947) وهاني (1956).
وإلى جانب نشاطاته المهنية والأكاديمية الكثيفة فضلا عن متطلبات حياته العامة، تمكَّن محمصاني من تخصيص ما يلزم من وقت لهواياته المفضلة وهي المطالعة وجمع الطوابع البريدية والموسيقى حيث كان يجيد العزف على العود والكمان.
ومع اندلاع الحرب الأهلية في لبنان سنة 1975، تابع المحمصاني نشاطاته المهنية في لبنان والخارج في مجالي المشورة القانونية والتحكيم الدولي. إلا أنه كان لا بد له من كبح تلك النشاطات اعتبارا من سنة 1983 حيث اكتُشفت إصابتُه بسرطان الرئة الذي أدَّى إلى وفاته.

## تحصيله
تابع المحمصاني دراسته الابتدائية والثانوية خلال الحرب العالمية الأولى في المدرسة الإعدادية التابعة للكلية الإنجيلية السورية (المعروفة اليوم بـ 
إنترناشونال كوليدج، وكانت آنذاك هي المدرسة الإعدادية لـالجامعة الأميركية في بيروت. وقد تخرج منها سنة 1924 بتفوق بارز خوّله شرف إلقاء كلمة صفه في حفل التخرج النهائي.
ثم انكب بعد ذلك على التحصيل الدراسي العالي حيث انتسب إلى كلية الحقوق التابعة ل جامعة ليون في فرنسا، ونال منها شهادة الليسانس ثم شهادة الدكتوراه في القانون سنة 1932. ثم بعد ذلك التحق بكلية الحقوق في جامعة لندن فنال شهادة البكالوريوس في القانون الإنكليزي. فأصبح بذلك ضليعا بالقوانين والأنظمة المعمول بها في كل من النظام التشريعي الفرنسي اللاتيني والنظام التشريعي الأنكلو ساكسوني. وقد كان المحمصاني يتقن اللغات الثلاث العربية والإنكليزية والفرنسية، كما كان يجيد أيضا القراءة باللغة الألمانية.

## سيرته القانونية
بدأ المحمصاني حياته المهنية في القضاء اللبناني في سنة 1929 خلال فترة الإنتداب الفرنسي على لبنان بصفة كاتب في المحكمة، وذلك في نفس الوقت الذي كان يتابع فيه تعليمه العالي في القانون. ثم أصبح بعد ذلك قاضيا وتدرّج في ذلك السلك من رتبة إلى أخرى حتى أصبح مستشارا في محكمة الإستئناف المختلطة في بيروت (إذ كان القضاة الفرنسيون هم وحدهم الذين يرأسون تلك المحاكم). وبعد حصول لبنان على استقلاله من الدولة الفرنسية، أصبح المحمصاني رئيسا للغرفة المدنية في محكمة الإستئناف والتمييز وكانت آنذاك المحكمة العليا في البلاد.
وقد اختار المحمصاني التقاعد المبكّر من السلك القضائي إذ قدم استقالته بنهاية سنة 1946 ليبدأ حياة مهنية جديدة في مجال المحاماة.
ومع بداية سنة 1947، أسّس المحمصاني مكتبه في بيروت لممارسة مهنة المحاماة، فحقق فيها نجاحات بارزة، وقد استمر في تلك المهنة حتى وفاته سنة 1986. وقد اختير المحمصاني خلال تلك الفترة حكما ورئيسا للجان تحكيمية في بعض أبرز القضايا التي تم عرضها للتحكيم.

## سيرته العامة والسياسة
إن عائلة المحمصاني معروفة باسهاماتها في الحياة العامة. ففي السادس من أيار (مايو) 1916 (عيد الشهداء)، قدمت العائلة الشهيدين محمد ومحمود محمصاني، ولدي عم صبحي المحمصاني، وقد أعدما شنقًا مع سائر الشهداء في ما يسمى اليوم ساحة الشهداء في بيروت من قبل جمال باشا، الوالي العثماني على سوريا الكبرى، بسبب نشاطاتهم الوطنية.
في سنة 1944، عيّن المحمصاني عضوا في الوفد اللبناني إلى مؤتمر تأسيس جامعة الدول العربية الذي انعقد في الإسكندرية بمصر وذلك بصفة مستشار قانوني.
كما عين أيضا في سنة 1945 بنفس الصفة عضوا في الوفد اللبناني إلى المؤتمر التأسيسي لمنظمة الأمم المتحدة الذي انعقد في سان فرانسيسكو، الولايات المتحدة الأميركية. وقد حازت مساهمته هذه على التكريم من قبل الجامعة الأميركية في بيروت من خلال المعرض الذي أقامته سنة 2013 تكريما لرؤساء وأعضاء وفود سائر الدول العربية ممن درسوا في الجامعة أم تخرّجوا منها. وقد ساهم المحمصاني أيضا في تحديث التشريعات اللبنانية وإنشاء مؤسسات الدولة من خلال عضويته في اللجنة العليا التي عينها الرئيس فؤاد شهاب سنة 1958 عندما انتخب رئيسا للجمهوريّة اللبنانية. وقد نجح المحمصاني في الإنتخابات العامة لسنة 1964 إذ انتخب عضوا في مجلس النواب اللبناني ممثلا العاصمة بيروت لمدة أربع سنوات. إلا أنه لم يعد الترشح في الدورة الانتخابية التالية.
وفي سنة 1966 عُيِّنَ وزيرا للاقتصاد الوطني في حكومة الرئيس عبد الله اليافي، فاستمر في ذلك المنصب حتى سنة 1968. هذا وبسبب نشاطاته واهتماماته المتعددة، أجريت معه مقابلات صحفية عديدة حول مختلف قضايا الساعة.

## سيرته التخصصية (الأكاديمية)
بموازاة النشاطات القانونية والسياسية، كانت لصبحي المحمصاني نشاطات أكاديمية واسعة امتدت من أواخر الثلاثينات حتى أواخر السبعينات من القرن العشرين. ففي سنة 1936، التحق بالجسم الأكاديمي لـالجامعة الأميركية في بيروت استاذا محاضرا، وقد استمر حتى سنة 1964، درّس خلالها القانون الروماني وقوانين الدول العربية والشرع الإسلامي.
وقد التحق المحمصاني أيضا خلال نفس الفترة بكلية الحقوق التابعة لـجامعة القديس يوسف أستاذا لمادة الأنظمة التشريعية المقارنة في الدول العربية.
وفي بدايات الستينات، ساهم صبحي المحمصاني في تأسيس الجامعة اللبنانية، وعلى الأخص كلية الحقوق فيها، وكان بذلك من أوائل الأساتذة الذين تولّوا التعليم فيها من خلال تدريس مادة الشريعة الإسلامية.
ثم أن المحمصاني درَّس أيضا مواد القانون في كلية الحقوق التابعة لـجامعة بيروت العربية منذ تأسيسها. كما أنه أيضا درَّس مواد القانون في الكلية العسكرية في لبنان. وبذلك وخلال فترة معينة كان المحمصاني يحاضر في خمس جامعات في آن واحد.
وقد زار صبحي المحمصاني عدة بلدان أستاذا محاضرا (الولايات المتحدة وهولندا ومصر وباكستان وإيران وتونس) أو مشاركا في المؤتمرات الدولية (الولايات المتحدة الأميركية وفرنسا وإيطاليا ومصر والعراق). وعلى الأخص في صيف سنة 1966، ألقى سلسلة محاضرات عن القانون والعلاقات الدولية في الإسلام وذلك في معهد القانون الدولي في لاهاي [الإنجليزية].
انتخب المحمصاني عضوا في مجامع عدة منها مجمع اللغة العربية في دمشق، وفي مجمع اللغة العربية في القاهرة وفي المجمع العلمي العراقي في بغداد.
كان المحمصاني بوصفه باحثا وضليعا في الشرع الإسلامي يعرف بانفتاحه على سائر الأديان والحضارات، إذ يكثر الإستشهاد بآرائه في الدراسات والنقاشات المتعلقة بالإسلام الليبرالي. فقد شارك في مؤتمرات عدة في مجال التبادل الثقافي وحوار الأديان، أبرزها مشاركته في مؤتمرات منظمة الـيونسكو (UNESCO) في فلورنسا (إيطاليا) سنة 1950 وفي باريس (فرنسا) سنة 1953، وحلقة الدراسات حول الثقافة الإسلامية في برنستون، الولايات المتحدة الأميركية في أيلول (سبتمبر) 1953  ، ومؤتمري التعاون الإسلامي المسيحي في بحمدون (لبنان) سنة 1954 وطهران (إيران) سنة 1957.
وبذلك أصبحت مؤلفات الدكتور صبحي المحمصاني من المراجع الأساسية بموضوع الشرع الإسلامي، إذ امتلأت الكتب والمقالات العلمية في هذا المضمار بالإشارات إلى تلك المؤلّفات، ومنها على سبيل المثال الشريعة: القانون الإسلامي في السياق المعاصر (Shariʻa: Islamic Law in the Contemporary Context باللغة الإنكليزية)،، والإسلام في المرحلة الانتقالية: منظورات إسلامية (Islam in Transition, Muslim Perspectives, باللغة الإنكليزية)، ومدخل إلى الشريعة الإسلامية (An Introduction to Islamic Law) لمؤلفه يوسف شخت (J. Schacht). كما أصبح مؤلفه عن النواحي القانونية المقارنة لحقوق الإنسان مرجعا للباحثين في موضوع العلاقات الدولية. ففي بحث كتبه ج. اندرسون (J. Anderson) بمناسبة صدور ترجمة كتاب فلسفة التشريع في الإسلام إلى اللغة الإنكليزية، نشر في مجلة معهد الدراسات الشرقية والإفريقية (Bulletin of the School of Oriental and African Studies)، يعرف الكاتب بالمحمصاني بأنه «محام لبناني رائد من المدرسة الحديثة»، مضيفاً بأن «للبروفسور محمصاني... معرفة واسعة بالقوانين الأوروبية والشريعة الإسلامية؛ وقد قدّم عددا من الأمثلة المثيرة للإعجاب عن حالات تغيّر الأحكام قررها الخلفاء الأوّلون وأقرَّها فقهاء العصر الكلاسيكي؛ ثم أن آراءه موثّقة بشكل جيِّد كما أن ملاحظاته... وبالفعل معظم ملخصه لقوانين الإثبات مثيرة للإعجاب.» كما صدرت أيضا عدة مقالات في وسائل الإعلام منها ما يتناول فكر صبحي المحمصاني  ومنها ما يستشهد بأرائه ومؤلفاته.
جرى تكريم صبحي المحمصاني مراراً في لبنان والخارج تقديرا لإسهاماته في المجال العلمي والحياة العامة، كما قلده رئيس جمهورية لبنان، أمين الجميل، عند وفاته سنة 1986 وسام الأرز اللبناني.
ولدى انتشار نبأ وفاة صبحي المحمصاني، ومن باب الاعتراف بدوره وأثره كباحث قانوني، نشرت الصحف والمجلات العربية عددا كبيرا من المقالات التأبينية  وغيرها يستعيد فيها الكاتبون ذكرياتهم معه. وقد نشرت مجلة القانون التجاري في الشرق الأوسط (Middle East Commercial Law Review) التي تصدر باللغة الإنكليزية نبذة عن حياته، كما نشرت مجلة اللواء مقالا عنه بمناسبة مرور 25 سنة على وفاته.
كما أن "جمعية متخرجي المقاصد الإسلامية" نظمت في صيف سنة 2012 ندوة عن حياة ودور صبحي المحمصاني شارك فيها باحثون ورجال قانون وسياسيون ممن عاصروه وعرفوه.

## مؤلفاته
خلّف الدكتور صبحي المحمصاني عددا من المؤلفات الهامة في مجال الشريعة الإسلامية، إذ اعتمد بعضها في مناهج عدد من الجامعات في لبنان والخارج. وفيما يلي لائحة كاملة بمؤلفاته. كما يمكن التعرّف على أماكن توافرها في المكتبات حول العالم من خلال خدمة الفهرس العالمي، التي تشير إلى 81 عملا في 160 منشورا بسبع لغات في 645 مكتبة. كما أنه كتب العديد من المقالات في الصحف والمجلات والمنشورات الدورية المتخصصة، نذكر البعض منها في الا ئحة أدناه.
الكتب
- الآراء الاقتصادية لإبن خلدون، باللغة الفرنسية (Les Idées Économiques d'Ibn Khaldoun)، BOSC Frères, M. et L. RIOU ، ليون 1932.[26]
- فلسفة التشريع في الإسلام، دار العلم للملايين، بيروت 1946.[27] وقد ترجم هذا الكتاب إلى اللغة الأوردية (لاهور 1955) واللغة الفارسية (طهران 1968). كما ترجم إلى اللغة الإنكليزية (The Philosophy of Jurisprudence in Islam, Leiden, E.J. Brill, 1961, translated into English by Farhat Ziadeh).
- النظرية العامة للموجبات والعقود في الشريعة الإسلامية، دار العلم للملايين، بيروت 1948. وقد ترجم هذا الكتاب إلى اللغة الفارسية (طهران 1961).[28]
- الدستور والديموقراطية، بيروت 1952.[29]
- المبادئ الشرعيّة والقانونية في الحجر والنفقات والمواريث والوصية، دار العلم للملايين، بيروت 1954.[30]
- الأوضاع التشريعية في الدول العربية: ماضيها وحاضرها، دار العلم للملايين، بيروت 1957.[31]
- مقدمة في إحياء علوم الشريعة، دار العلم للملايين، بيروت 1963.[32]
- مبادئ القانون الدولي في ضوء الفقه الإسلامي، باللغة الإنكليزية (The Principles of International Law in the Light of Islamic Doctrine)، منشورات معهد القانون الدولي في لاهاي، لايدن 1966 (extract from "Recueil des Cours", Volume 1).
- القانون والعلاقات الدولية في الإسلام، دار العلم للملايين، بيروت 1972.
- الدعائم الخلقية للقوانين الشرعية، دار العلم للملايين، بيروت 1973.[33]
- الأوزاعي وتعاليمه الإنسانية والقانونية، دار العلم للملايين، بيروت 1978.[34]
- أركان حقوق الإنسان، دار العلم للملايين، بيروت 1979.[35]
- المجاهدون في الحق: تذكارات من مالك إلى السنهوري، دار العلم للملايين، بيروت 1979.[36]
- المجتهدون في القضاء: مختارات من أقضية السلف، دار العلم للملايين، بيروت 1980.[37]
- في دروب العدالة: دراسات في الشريعة والقانون والعلاقات الدولية، دار العلم للملايين، بيروت 1982.[38]
- تراث الخلفاء الراشدين في الفه والقضاء، دار العلم للملايين، بيروت 1984.[39]
- التربية الوطنية، سلسلة كتب مدرسية في التربية المدنية تم تأليفها بالاشتراك مع الأستاذين شفيق جحا وجورج شهلا، دار العلم للملايين، بيروت 1946.

مقالات ومحاضرات
- ابن قيّم الجوزيّة ونواحي التجدد في اجتهاده، مجلة مجمع اللغة العربية في دمشق، المجلد 33، ص363 حتى 381، سنة 1948.
- التشريع اللبناني وأحكام الوصية العامة، مجلة مجمع اللغة العربية في دمشق، المجلد 27، ص198 حتى 206، سنة 1952.
- التشريع اللبناني والمجتمع الحديث، محاضرة القيت في مؤتمر الدراسات العربية بالجامعة الأميركية في بيروت سنة 1951، ونشرت مع سائر المحاضرات في مجلد عنوانه العرب والحضارة الحديثة، دار العلم للملايين، بيروت 1951 (صفحة 37).
- القانون وتحديث الأنظمة القانونية في الدول الإسلامية (The Law and the Modernization of Legal Systems in the Muslim Countries)، محاضرة ألقيت باللغة الإنكليزية في مؤتمر برنستون في أيلول (سبتمبر) 1953 حول الثقافة الإسلامية وعلاقتها بالعالم الحديث، ونشرت من ضمن منشورات المؤتمر (Princeton University Press 1953).
- محاضرات في القانون المدني اللبناني، آثار الالتزام، ألقيت في معهد الدراسات العربية العليا، القاهرة 1953.
- الاحتياجات الاجتماعية، باللغة الإنكليزية (Social Needs)، مجلة العالم الإسلامي (The Muslim World 44 (3-4), 186-2-1، 1954.
- محاضرات في القانون المدني اللبناني، انتقال الالتزام، ألقيت في معهد الدراسات العربية العليا، القاهرة 1955.
- المعاملات في الشريعة، باللغة الإنكليزية (Transactions in the Shari'ah)، مجلة القانون في الشرق الأوسط (Law in the Middle East)، 1955.
- العمل الاجتماعي في القرآن الكريم أو وحدة الجوهر بين المسيحية والإسلام، محاضرة ألقيت في الكلية اليسوعية بمناسبة الأسبوع الاجتماعي، صحيفة الأنباء (13 أيار/مايو 1955).
- محاضرات في القانون المدني اللبناني، الأوصاف المعدّلة لآثار الالتزام، ألقيت في معهد الدراسات العربية العليا، القاهرة 1958.
- دعائم أحكام الأسرة في الشرع الإسلامي، مجلة أعمال وأيام، المجلد الرابع، كانون الثاني (يناير)-شباط (فبراير)، 1962 (Travaux et Jours, Volume 4, January/February 1962).
- قاضي قضاة بغداد وأثره في الفقه الإسلامي، مجلة مجمع اللغة العربية في دمشق، المجلد 40، ص 117 حتى 136، 1965.
- الجهاد ومسوّغاته الشرعية، مجلة مجمع اللغة العربية في دمشق، المجلد 44، ص 309 حتى 322، 1969.
- تكييف الفقه الإسلامي مع الاحتياجات الاجتماعية الحديثة، باللغة الإنكليزية (Adaptation of Islamic Jurisprudence to Modern Social Needs)، من ضمن كتاب الإسلام في المرحلة الانتقالية: منظورات إسلامية (Islam in Transition: Muslim Perspectives)، إعداد ج. دونوهيو وج. أسبوزيتو (John H. Donohue and John L. Esposito)، ص 183 حتى 185، 1982.
- مقالات عدة كتبت بمناسبات مختلفة ونشرت في الصحف والمجلات في لبنان والخارج، وباللغة العربية والإنكليزية.[40][41][42]

## وفاته
توفي في باريس يوم العاشر من سبتمبر (أيلول) عام 1986، وهو يتلقى العلاج هناك من سرطان الرئة.

## وصلات خارجية
- صبحي محمصاني على موقع أرشيف الشارخ.
- سيرة ذاتية مختصرة.
- ندوة تكريمية بمناسبة مرور 25 سنة على وفاته نسخة محفوظة 4 نوفمبر 2013 at Archive.is.
- احتفال إطلاق تسمية شارع صبحي المحمصاني في بيروت.
- Google Scholar profile.